# Joan Povill i Adserà
Joan Povill i Adserà (Vilalba dels Arcs, 1903 - Olesa de Montserrat, 1985) fou un crític, escriptor i dramaturg català.

## Biografia
Va néixer el dia 7 d'octubre de 1903 a Vilalba dels Arcs (Terra Alta) i allí hi va passar la seva infantesa. L'any 1910 es va traslladar a Olesa de Montserrat puix la seva mare hi tenia la plaça de mestre d'escola. Tot i així va finalitzar els estudis de primària a Gandesa i inicià els estudis de magisteri a Tarragona. Al llarg de la dècada 1920-1930 va residir habitualment a Barcelona on va finalitzar la carrera de magisteri mentre endegava la seva vocació literària: l'any 1923 va publicar el poemari Les flors de l'ànima i diverses obres teatrals i col·laborà com a crític teatral als diaris El Llamp i La Nau.
L'any 1929 es casà amb l'olesana Maria Ubach i va fixar la seva residència a Olesa de Montserrat, vila on visqué fins a la seva mort. És a Olesa on hi desenvolupà amb molta dedicació una important tasca cultural. Reconegut poeta també va fer incursions en la novel·la amb Esclavitud (1928) i Vida nova (1930), Però fou el teatre la seva més ferma vocació: Poema d'odi i d'amor (1924), Santa Mare (1932), La tragèdia d'Antígona (1962) i Jesús, l'infant d'Israel (1962).

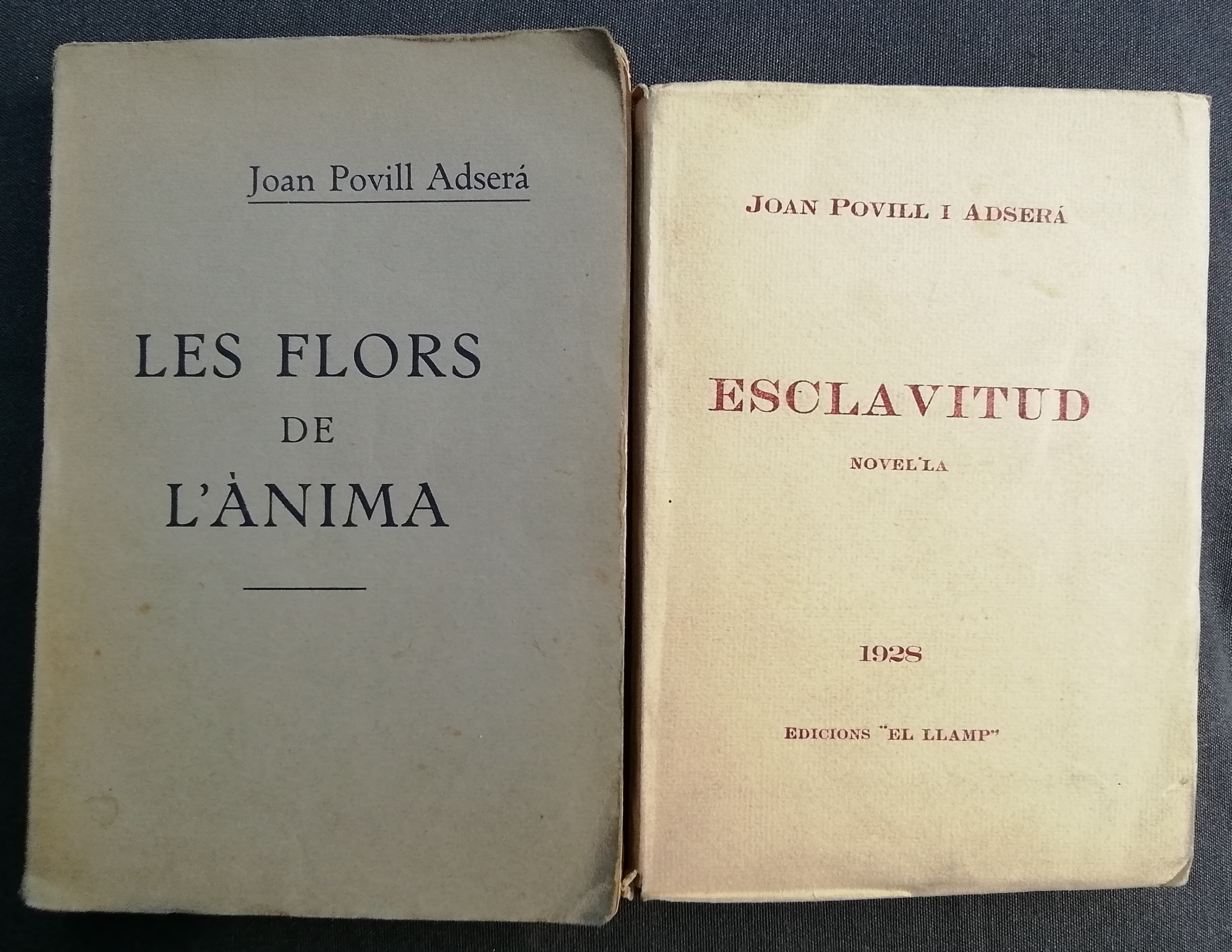
Dues de les varies novel·les, poemaris i tragèdies que escriví: Les Flors de l'Ànima (1924) i Esclavitud (1928)

L'any 1929 va guanyar la tercera Ginesta d'Or consecutiva als Jocs Florals del Rosselló, essent investit Mestre en Gai Saber l'any 1931. El mateix any va fundar l'Acadèmia Catalunya, a la qual dedicà pràcticament tota la vida.

### Joan Povill i la Passió d'Olesa
L'any 1932 va ser nomenat responsable de la declamació i director artístic de La Passió d'Olesa de Montserrat. La labor de dignificació i de renovació del gènere passionístic, que inicià a principis dels anys trenta, va tenir continuïtat després de la Guerra Civil en elaborar un nou text per la representació olesana.
La Passió de N. S. Jesucrist (1947), drama sacre en vuit actes escrit en vers, és sens dubte la seva obra més ambiciosa d'extensió i qualitat i per la qual ha destacat. Aquesta obra es representa en exclusiva a Olesa de Montserrat des del mateix any 1947. L'èxit de crítica i públic assolit en els anys cinquanta convertí a Povill en una figura reconeguda i la Passió d'Olesa en tota una referència.
Joan Povill va destacar també per les innovacions artístiques i escèniques de la Passió, considerades modèliques en el seu moment, però amb la reforma de l'espectacle efectuada per José Tamayo l'any 1968 Povill s'allunyà de l'entitat i pràcticament es reclogué a l'ensenyament fins a la seva mort.

### Reconeixements i final
L'any 1976 l'ajuntament d'Olesa de Montserrat va organitzar un acte de reconeixement a la tasca de Joan Povill i li va concedir el títol de Fill Adoptiu i la Medalla de Plata de la vila.
El 1980 la placeta que hi havia davant de la seva acadèmia va rebre el seu nom.
Joan Povill i Adserà va morir a Olesa de Montserrat l'1 de novembre de 1985.
L'any 1987 el Patronat de la Passió li va concedir pòstumament la Medalla d'Or de la Passió.

## Obres
- 1923: Les flors de l'ànima, poesia
- 1924: Poema d'odi i d'amor, tragèdia en tres actes, en vers
- 1926: La deslliurança, tragèdia en tres actes, en vers
- 1927: El Capità Gira-sol, comèdia dramàtica en quatre actes, inspirada en un conte de Ponson du Terrail (manuscrit)
- 1927: El Pont del Diable, llegenda en dos actes, en vers
- 1927: El tresor, llegenda en un acte, en vers
- 1927: La cançó del moliner, poema dramàtic en un acte, en vers
- 1928: Esclavitud, novel·la històrica
- 1930: Vida nova, novel·la de costums
- 1932: Santa mare, poema dramàtic en tres actes
- 1932: El filtre de seducció, llegenda en quatre episodis, en vers
- 1947: La Passió de N. S. Jesucrist, drama sacre en vuit actes (En exclusiva a Olesa de Montserrat des del 1947)
- 1953: Més enllà de la mort, poema dramàtic en quatre actes dividits en 10 quadres
- 1962: La tragèdia d'Antígona, tragèdia en tres actes, adaptació i arranjament per al teatre modern de l'obra de Sòfocles

## Premis, distincions i homenatges
- 1931: Mestre en Gai Saber als Jocs Florals del Rosselló
- 1976: Medalla de Plata de la Vila d'Olesa de Montserrat
- 1976: Fill adoptiu de la vila d'Olesa de Montserrat
- 1985: Medalla d'Or de La Passió d'Olesa de Montserrat

## Obra publicada
- Povill i Adserà, Joan. Esclavitud.  Gandesa: El Llamp, 1928.
- Povill i Adserà, Joan. Les flors de l'ànima, poesies.  Barcelona: A. Ortega, s.a..
- Povill i Adserà, Joan. Jesús, l'Infant d'Israel: espectacle nadalenc en quatre actes dividits en divuit quadres.  Barcelona: Balmes, 1962.
- Povill i Adserà, Joan; Rodríguez García, Lucía, editora; Grivé i Ayguadé, Jaume, editor. Més enllà de la mort: poema dramàtic en 4 actes dividits en 10 quadres.  Olesa de Montserrat: Ajuntament d'Olesa de Montserrat - Kao Corporation - Associació La Passió d'Olesa de Montserrat, 2004. ISBN 8492279540.
- Povill i Adserà, Joan; Bayona i Gibert, Emili (introducció i notes). La Passió d'Olesa vista per dintre. Història d'un espectacle tradicional.  Barcelona: Publicacions de l'Abadia de Montserrat, 2004 (Vila d'Olesa, 11). ISBN 8484156230.
- Povill i Adserà, Joan; Bassó, Jacint (editor); Temporal i Oleart, Josep (editor). La Passió i Mort de N. S. Jesucrist.  Olesa de Montserrat: Ajuntament d'Olesa de Montserrat, 1988 (Vila d'Olesa, 1). ISBN 847202928X.
- Povill i Adserà, Joan. Poema d'odi i amor: tragèdia en tres actes i en vers.  Barcelona: Salvador Bonavia, 1924 (L'Escena Catalana, 168).
- Povill i Adserà, Joan; Puimedon Monclús, Pilar (estudi). Santa Mare (l'estigma).  Olesa de Montserrat: Associació la Passió d'Olesa de Montserrat, 1993. (primera edició Barcelona: Salvador Bonavia,1932)
- Povill i Adserà, Joan. La tragèdia d'Antígona.  Barcelona: Millà, 1962 (Catalunya Teatral. 2a. Època, 80).